# Gonsans
Gonsans ist eine französische Gemeinde mit 559 Einwohnern (Stand: 1. Januar 2022) im Département Doubs in der Region Bourgogne-Franche-Comté.

## Geographie
Gonsans liegt auf 530 m, etwa 21 Kilometer östlich der Stadt Besançon (Luftlinie). Das Dorf erstreckt sich im Jura, auf dem sogenannten ersten Plateau in einer Mulde leicht erhöht am östlichen Rand des Beckens von Saône, am Fuß der angrenzenden Höhen.
Die Fläche des 17,29 km² großen Gemeindegebiets umfasst einen Abschnitt des französischen Juras. Der nördliche Teil des Gebietes wird vom breiten ersten Juraplateau eingenommen, das durchschnittlich auf 480 m liegt und gegen Süden leicht ansteigt. Es bildet ein weites Becken ohne oberirdischen Abfluss, weil das Niederschlagswasser im verkarsteten Untergrund versickert. Im Bereich von Gonsans ist das Plateau überwiegend von Acker- und Grünland, teils auch von Wald bestanden. Im Norden verläuft die Grenze am Rand des Waldgebietes Bois de Boille entlang. Nach Süden erstreckt sich das Gemeindeareal über eine bis zu 100 m hohe Geländestufe auf die angrenzende gewellte Hochfläche des Plateaus von Valdahon. Hier wechseln sich Kuppen und moorige Mulden ab und zeigen ein lockeres Gefüge von Weideland und Wald. Ganz im Süden reicht das Gebiet in den Bois de l’Aide, der zum Truppenübungsplatz Valdahon gehört. Mit 636 m wird auf einer Kuppe südwestlich des Dorfes die höchste Erhebung von Gonsans erreicht.
Nachbargemeinden von Gonsans sind Glamondans und Côtebrune im Norden, Magny-Châtelard im Osten, Vercel-Villedieu-le-Camp und Verrières-du-Grosbois im Süden sowie Naisey-les-Granges und Bouclans im Westen.

## Geschichte
Fragmente von Vasen aus prähistorischer Zeit weisen auf eine frühe Besiedlung des Gemeindegebietes von Gonsans hin. Erstmals urkundlich erwähnt wird der Ort im Jahr 1242 unter dem Namen Goncens. Im Lauf der Zeit wandelte sich die Schreibweise über Gonsens (1249), Gonçais (1255) und Goncent (1290) zum heutigen Gonsans. Im Mittelalter bildete Gonsans den Mittelpunkt einer eigenen kleinen Herrschaft. Zusammen mit der Franche-Comté gelangte das Dorf mit dem Frieden von Nimwegen 1678 an Frankreich.

## Sehenswürdigkeiten
Mit dem Bau der Kirche wurde 1725 begonnen; die letzte umfassende Restauration wurde 1996 unternommen. Zu den profanen Bauwerken zählen die Ruinen der mittelalterlichen Burg und der Herrschaftssitz der Grafen von Jouffroy. Im Ortskern sind verschiedene Bauernhäuser im charakteristischen Stil der Franche-Comté aus dem 17. bis 19. Jahrhundert erhalten.
|  |  |

## Bevölkerung
| Jahr                       | 1962 | 1968 | 1975 | 1982 | 1990 | 1999 | 2008 | 2016 |
| Einwohner                  | 291  | 243  | 272  | 351  | 375  | 433  | 513  | 572  |
| Quellen: Cassini und INSEE |      |      |      |      |      |      |      |      |

Mit 559 Einwohnern (Stand 1. Januar 2022) gehört Gonsans zu den kleinen Gemeinden des Départements Doubs. Nachdem die Einwohnerzahl in der ersten Hälfte des 20. Jahrhunderts markant abgenommen hatte (1881 wurden noch 582 Personen gezählt), wurde seit Beginn der 1970er Jahre wieder ein kontinuierliches Bevölkerungswachstum verzeichnet.

## Wirtschaft und Infrastruktur
Gonsans war bis weit ins 20. Jahrhundert hinein ein vorwiegend durch die Landwirtschaft (Ackerbau, Obstbau und Viehzucht) und die Forstwirtschaft geprägtes Dorf. Daneben gibt es heute einige Betriebe des lokalen Kleingewerbes, unter anderem in der Holzverarbeitung. Mittlerweile hat sich das Dorf auch zu einer Wohngemeinde gewandelt. Viele Erwerbstätige sind Wegpendler, die in den größeren Ortschaften der Umgebung oder in der Agglomeration Besançon ihrer Arbeit nachgehen.
Die Ortschaft liegt abseits der größeren Durchgangsstraßen an einer Departementsstraße, die von Baume-les-Dames nach Ornans führt. Weitere Straßenverbindungen bestehen mit Roulans, Naisey und Chaux-lès-Passavant.